# Supercoppa portoghese 2013 (pallavolo maschile)
La Supercoppa portoghese 2013 si è svolta il 27 settembre 2013: al torneo hanno partecipato due squadre di club portoghesi e la vittoria finale è andata per la terza volta consecutiva al Benfica.

## Regolamento
Le squadre hanno disputato una gara unica.

## Squadre partecipanti
| Squadra           | Qualificazione                         | Ultima partecipazione      |
| ----------------- | -------------------------------------- | -------------------------- |
| Fonte do Bastardo | Vincitrice Coppa di Portogallo 2012-13 | Supercoppa portoghese 2011 |
| Benfica           | Vincitrice Primeira Divisão 2012-13    | Supercoppa portoghese 2012 |

## Torneo
| 27 settembre 2013 Pavilhão de Desportos, Vila do Conde Durata: 2h:18 - Spettatori: ? | Benfica | 3 - 2 | Fonte do Bastardo | 25-21, 21-25, 25-16, 13-25, 15-12 |